# Cornille (Dordogna)
Cornille è un comune francese di 682 abitanti situato nel dipartimento della Dordogna nella regione della Nuova Aquitania.

## Società

### Evoluzione demografica
Abitanti censiti